# Spanische Badmintonmeisterschaft 1988
Die Spanische Badmintonmeisterschaft 1988 fand in La Coruña statt. Es war die siebente Austragung der nationalen Titelkämpfe von Spanien im Badminton.

## Titelträger
| Disziplin    | Sieger                            |
| ------------ | --------------------------------- |
| Herreneinzel | Enrique Ruiz                      |
| Dameneinzel  | Aída Rodríguez                    |
| Herrendoppel | Miguel Serrano Bernardo Galmes    |
| Damendoppel  | Aída Rodríguez Maria Emilia Gómez |
| Mixed        | Ángel Fernández Aída Rodríguez    |